# 삼포 가는 길
《삼포 가는 길》은 황석영의 단편 소설이자 여로형이자 선적구조형 소설이다. 1973년 9월 신동아에 처음 발표되었다. 이 소설은 1970년대 동안 산업화에 영향을 받아 정신적인 고향을 상실한 인물들의 단면을 형상화한 작품으로 떠돌이의 삶을 사는 세 인물(정씨,영달,백화)의 짧은 순간의 동행기다.
리얼리즘 소설로서 미학적으로 승화하는 소설이다. 세 주인공은 서로를 동정하고 마음을 열게 되고 소통함으로써 인간적인 유대를 보여준다. 그들의 진솔함과 활기찬 생명력을 가진 인간의 본성을 잘 보여준다.

## 같이 보기
- 황석영